# 白溪 (丰良河)
白溪，位于中华人民共和国广东省丰顺县北部，是丰良河左岸支流，发源于丰顺大龙华镇双罗村，蜿蜒向南流经对门山、瓜坪子、岗背村、大龙华镇镇治、兵吊劲、黄金镇启明村、清溪村等地，最后于黄金镇望楼村注入丰良河。河长42千米，流域面积211平方千米。中下游开发有号称“粤东第一漂”的“龙鲸河漂流”。